# Castles Crumbling
"Castles Crumbling" (tạm dịch: Lâu đài đổ nát) là một bài hát của nữ ca sĩ kiêm nhạc sĩ người Mỹ Taylor Swift hợp tác với thành viên của ban nhạc người Mỹ Paramore Hayley Williams. Được trích từ album tái thu âm thứ ba của cô mang tên Speak Now (Taylor's Version), bài hát được sáng tác bởi Swift kiêm vai trò đồng sản xuất với Jack Antonoff.
Mang đậm chất liệu Emo với phong cách ballad được dẫn dắt bởi những giai điệu dương cầm. Bài hát có chủ đề về xã hội, tương tự với ca khúc "Innocent", kể về một người nghệ sĩ đang đứng dưới ánh đèn sân khấu trước sự ghê tởm của bản thân. Nhiều chuyên gia dự đoán ca khúc bị ảnh hưởng bởi sự cố xảy ra tại lễ trao giải video âm nhạc của MTV năm 2009 giữa Swift và Kanye West.
Nhiều nhà phê bình âm nhạc đa số đều đưa ra những nhận xét tích cực về bản chất tinh tế của bài hát và do chủ đề của ca khúc được đánh giá cao hơn so với hai bài "Nothing New" và "Long Live" với chủ đề tương tự. Một số độc giả lại ví âm thanh của ca khúc với những tác phẩm solo của Williams và những album như Folklore và Evermore của Taylor Swift. Trong một vài bài đánh giá khác, bài hát cũng được ví như là phần tiền truyện của album Reputation (2017). "Castles Crumbling" đạt được những thành công nhất định khi lọt vào top 40 trên bảng xếp hạng Billboard Global 200. Ngoài ra, ca khúc cũng lọt vào các bảng xếp hạng tại Úc, New Zealand và Hoa Kỳ.

## Bối cảnh
Taylor Swift đã phát hành album Speak Now vào năm 2010 và sau đó là ba album phòng thu tiếp theo dưới hãng thu âm Big Machine đến tháng 11 năm 2018 khi hợp đồng với hãng đã chính thức hết hạn. Cô đã rời khỏi Big Machine và đã ký hợp đồng với hãng thu âm mới Republic Records. Vào năm 2019, một doanh nhân người Mỹ tên là Scooter Braun đã mua lại hãng thu âm Big Machine. Vào tháng 8 năm 2019, Swift đã tố cáo việc Braun mua lại cả sáu album trên đồng thời cũng thông báo rằng cô sẽ thu âm lại cả sáu album phòng thu đầu tiên để tự mình sở hữu các bản gốc của chúng.
Vào ngày 5 tháng 5 năm 2023, tại buổi biểu diễn Nashville đầu tiên trong chuyến lưu diễn The Eras Tour, Swift đã chính thức thông báo về album tái thu âm tiếp theo là Speak Now (Taylor's Version), đồng thời cô cũng thông báo về ngày phát hành của album, Vào ngày hôm sau, cô đã đăng một bài đăng nói về album này trên mọi nền tảng mạng xã hội. Swift nhấn mạnh những khó khăn mà cô đã từng phải đối mặt trong cuộc sống của mình trong thời gian mà cô viết bản ghi. Vào ngày 5 tháng 6, danh sách bài hát trong album đã chính thức được công bố, trong sáu bài hát còn lại của album có thêm nhan đề "from the Vault", ca khúc Castle Crumbling được tuyên bố sẽ hợp tác với nữ ca sĩ Hayley Williams.
Sau khi công bố, Swift quyết định công bố sẽ chọn cộng tác viên cho album tái thu âm Speak Now (Taylor's Version) dựa trên tầm ảnh hưởng của họ đối với công việc sáng tác bài hát, Williams sau đó đã bày tỏ lòng biết ơn và thích thú với ca khúc trong một cuộc phỏng vấn với tạp chí Coup de Main.

## Sáng tác
Hayley Williams chia sẻ về bài hát, Coup de Main
"Castles Crumbling" có sự góp mặt của nữ ca sĩ kiêm nhạc sĩ người Mỹ và cũng là thủ lĩnh của ban nhạc rock Paramore Hayley Williams. Cả hai người đã là bạn từ nhỏ và luôn hỗ trợ lẫn nhau, trong chuyến lưu diễn Speak Now World Tour vào năm 2011, Williams bất ngờ xuất hiện và cả hai đều biểu diễn bài hát "That's What You Get" trong chặng cư trú tại Nashville. Trong nhiều năm tiếp theo, Williams cũng xuất hiện trong video âm nhạc từ bài hát "Bad Blood" của Swift và ban nhạc của Williams cũng thường xuyên hỗ trợ trong hành trình lưu diễn Eras Tour. Trước khi danh sách ca khúc được tiết lộ trong lần tái thu âm thứ ba của cô, Swift đã gợi ý về khả năng sẽ hợp tác trong sự kiện gặp gỡ của Ulta Beauty.

### Cấu trúc
"Castles Crumbling" là một bài hát thán ca theo điệu emo ballad được dẫn dắt qua những giai điệu dương cầm với những tiếng trống sâu lắng, bài hát kể về quá trình trưởng thành khi đang ở trên bệ đỡ và nỗi sợ đánh mất danh tiếng. Trong thời gian phát triển album Speak Now, Swift đã từng bị truyền thông soi mói về cuộc sống của cô và những hoạt động thường ngày trở thành chủ đề bàn tán trên các phương tiện xã hội. Khi nữ ca sĩ bắt đầu chuyển thể loại từ nhạc đồng quê sang nhạc pop thì những ý kiến hoài nghi của cô bắt đầu nảy sinh được thể hiện qua những câu hát đầu tiên. Nhiều nhà phê bình đã khẳng định bài hát có liên quan đến việc Kanye West làm gián đoạn bài phát biểu của Swift tại Lễ trao giải Video âm nhạc của MTV 2009. Trong bộ phim tài liệu năm 2020 Miss Americana, cô đã từng kể mình đã bị chế giễu trong suốt thời gian qua. Theo đoạn điệp khúc của bài như một lời khẳng định cho các nghệ sĩ để đảm bảo không một ai bị vướng vào mối quan hệ này. Kế tiếp đoạn điệp khúc là giọng ca của Williams. Tuy nhiên, lời bài hát của nó đa số đều đặt sự áp lực lên Swift, do tầm ảnh hưởng của cô đối với thế hệ trẻ khi giới thiệu họ đến với nhạc đồng quê. Đoạn thứ hai của ca khúc chứng minh về độ thảm khốc của sự nghiệp khi lỡ đi sai một bước: "Power went to my head, and I couldn't stop / Ones I loved tried to help, so I ran them off". Ở đoạn bridge, Swift tự gọi mình là một con "quái vật" được thể hiện trong bài hát năm 2022 "Anti-Hero" của cô.
"Castles Crumbling" cũng có chủ đề liên quan đến các bài hát khác trong Speak Now, điển hình như ca khúc "Innocent" cũng mô tả phản ứng của Swift đối với sự cố VMAs vừa qua, trong khi giai điệu u ám của lời bài hát lại mang tính tương phản đối với ca khúc "Long Live" khi nó là một bài thơ ca ngợi cho những người hâm mộ cô. Nhiều tờ báo khác nhau cũng đã chỉ ra mối quan hệ của "Castles Crumbling" với những ca khúc trong album Reputation khi nó đều mang cùng chủ đề "thất sủng". Ngoài ra, Reputation cũng có những lời hát tương đồng, điển hình nhất là bài "Call It What You Want" có những câu như: "My castles crumbled overnight" và "Bridges burn, I never did learn". Bài hát cũng được ví với ca khúc "Nothing New", một bài vault kết hợp với Phoebe Bridgers nằm trong album Red (Taylor's Version). Callie Alhgrim từ trang Business Insider đã nhận định ca khúc là một bài hát tự viết với giọng ca được góp từ một nghệ sĩ nữ, "neo giằng với sự nghi ngờ đặc thù của bản thân". Sự thù hận về bản thân trong đoạn bridge cũng được ví với ca khúc "The Archer" từ album Lover (2019) và "Mirrorball" từ album Folklore (2020). Các mối liên hệ khác với những dự án tương lai của Swift đều được thực hiện bởi Mikael Wood từ tờ Los Angeles Times, người đã so sánh âm thanh của bài hát với âm hưởng dân ca độc lập của Folklore và Evermore. Ngoài ra, Jessica Sager từ tạp chí Parade nhận định về nhan đề của ca khúc có thể là một câu trả lời với album "Brick By Boring Brick " (2009) của Paramore, trong bài hát Williams có hát câu "bury the castle" (hãy chôn lâu đài đi).

## Phát hành
"Castle Crumbling" được hãng Republic phát hành vào ngày 7 tháng 7 năm 2023 dưới dạng ca khúc thứ 20 trong album Speak Now (Taylor's Version). Sau khi phát hành, "Castle Crumbling" nhanh chóng trở thành một trong những bài hát được thảo luận nhiều nhất trên Twitter. Theo cuộc thăm dò do tạp chí Billboard đăng tải vào ngày 7 tháng 7, "Castle Crumbling" đã nhận được 16% phiếu bầu khiến ca khúc trở thành bài hát vault được yêu thích thứ ba.

## Đón nhận

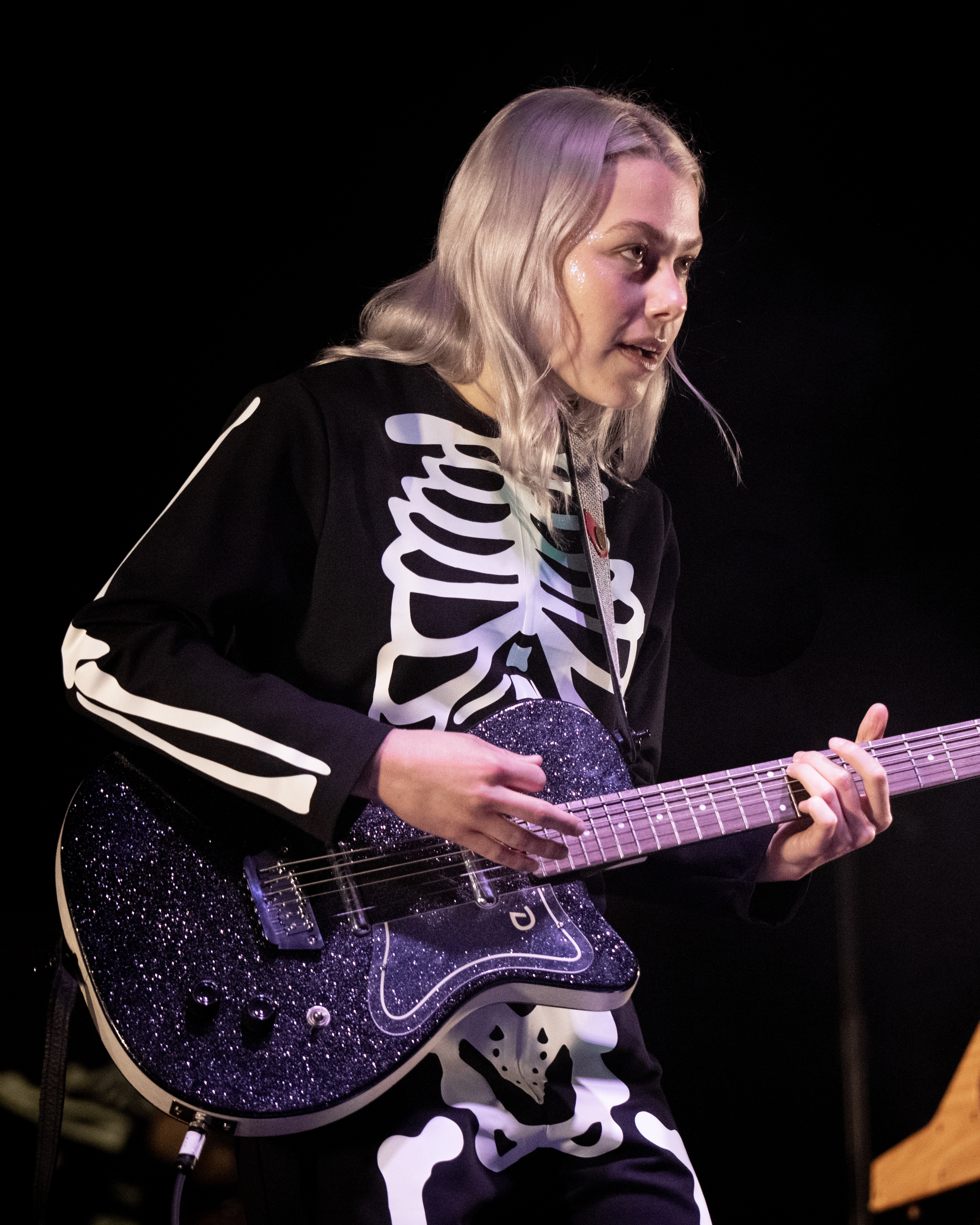
"Castle Crumbling" được nhiều độc giả đánh giá cao hơn so với bài "Nothing New", bài hát là thành quả hợp tác giữa Swift và Phoebe Bridgers (ảnh).

Trong ngày đầu tiên phát hành, ca khúc ra mắt ở vị trí thứ 31 trên bảng xếp hạng Billboard Hot 100, tiếp tục nâng số lượng bài hát lọt vào top 40 của Swift lên đến 119 bài. Bài hát cũng đạt vị trí thứ 13 trên bảng xếp hạng Hot Country Songs của Hoa Kỳ, bài hát cũng trở thành ca khúc đầu tiên của Williams xuất hiện trong cuộc khảo sát. Ngoài ra, "Castles Crumbling" cũng xuất hiện trên các bảng xếp hạng Billboard khác như Global 200 được xếp hạng ở vi trí thứ 30 và Canadian Hot 100 ở vi trí thứ 42. Ở những quốc gia khác, ca khúc đứng ở vị trí thứ 33 trên bảng xếp hạng ARIA Singles của Úc và tại New Zealand ở vị trí thứ 30.
Nhiều trang báo như The Daily Telegraph và The Line of Best Fit đều khẳng định rằng, họ luôn mong đợi một tác phẩm có phong cách khá giống với ban nhạc Paramore, nhưng khi nghe được "giọng ca ngọt ngào" và giống với các tác phẩm solo của Williams khiến nhiều người cảm thấy thất vọng. Poppie Platt từ tờ The Daily Telegraph đã ví "Castle Crumbling" như là một sự bổ sung tuyệt vời cho các bản ballad Speak Now khác như bài "Enchanted" và "Last Kiss". Maura Johnston từ tạp chí Rolling Stone đã gọi bài hát giống như một cuộc khảo sát cẩu thả về phong cảnh cá nhân bị hủy hoại, đồng thời bà cũng ví nó giống với ca khúc cùng album "Innocent".
Mary Siroky từ trang Consequent đã gọi "Castles Crumbling" là bài hát của tuần và cho rằng, ca khúc là một "câu chuyện khai hoang nhẹ nhàng nhưng đậm nét sâu sắc". Laura Snapes từ tờ The Guardian đã khẳng định "Castle Crumbling" là một "bài hát tinh tế, bỡ ngỡ" và nó như là một "lời tiên tri mà Swift đã viết trước khi bắt đầu thời kỳ hoàng kim của cô". Mark Sutherland từ Rolling Stone UK đã gọi bài hát là "bản song ca của thời đại", ông còn ca ngợi giọng ca của cả hai ca sĩ đều "hòa quyện vào nhau một cách tuyệt vời khi họ đều phải vật lộn với nỗi sợ rằng, nếu một ngày nào đó những tiếng cổ vũ có thể biến thành những lời chế nhạo". Mary Kate Carr từ trang AV Club ghi nhận về chủ đề phổ biến trong album Reputation năm 2017 của Swift đã nổi bật ngay cả trong album Speak Now với chủ đề về "Castles Crumbling". Bobby Olivier từ tập chí Spin đã gọi "Castles Crumbling" là bản song ca "mạnh mẽ" nhất trong Speak Now (Taylor's Version) so với ca khúc "Electric Touch" hợp tác với ban nhạc Fall Out Boy và chỉ khẳng định bài hát như là "bản piano theo cảm xúc ngọt ngào". Tuy nhiên, Jason Lipshutz từ tạp chí Billboard lại xếp hạng bài hát ở vị trí cuối cùng trong album, cho rằng "dù nó không phải là bài hát vault hay nhất", nhưng quá trình sản xuất "tràn ngập những giọng ca mang ý niệm thanh tao khi mà Swift và Williams đều duy trì ở thái độ thê lương như cái cách kiểm tra đống đổ nát cá nhân của chính họ".

## Đội ngũ thực hiện
Đội ngũ thực hiện được điều chỉnh trên ghi chú trên bìa bản CD.
- Taylor Swift – hát chính, viết lời, sản xuất
- Hayley Williams – hát phụ
- Jack Antonoff – sản xuất, phối khí, lập trình âm thanh, chơi acoustic, guitar bass, guitar điện, trống, dương cầm, synthesizer
- Bobby Hawk – vĩ cầm
- Eric Byers – cello
- Evan Smith – sáo, saxophone, phối khí
- Mikey Freedom Hart – synthesizer
- Sean Hutchinson – trống, nhạc cụ gõ
- David Hart – phối khí
- Laura Sisk – phối khí
- John Rooney – trợ lý phối khí
- Jon Sher – trợ lý phối khí
- Megan Searl – trợ lý phối khí
- Taylor York – phối thanh
- Serban Ghenea – hòa khí
- Bryce Bordone – hòa phối
- Randy Merrill – hoàn chỉnh âm thanh

## Bảng xếp hạng
| Bảng xếp hạng (2023)                 | Thứ hạng |
| ------------------------------------ | -------- |
| Úc (ARIA)                            | 33       |
| Canada (Canadian Hot 100)            | 42       |
| Thế giới Global 200 (Billboard)      | 30       |
| Hy Lạp (IFPI)                        | 87       |
| New Zealand (Recorded Music NZ)      | 30       |
| Anh Quốc Streaming (OCC)             | 54       |
| Hoa Kỳ Billboard Hot 100             | 31       |
| Hoa Kỳ Hot Country Songs (Billboard) | 13       |